# Верховный суд Анголы
Верхо́вный су́д Анго́лы (порт. Tribunal Supremo de Angola) — высший судебный орган в Республике Ангола. Он является последним местом обжалования для всех сторон в гражданских, уголовных или административных делах.
Систему судов общей юрисдикции Анголы составляют:
- муниципальные суды,
- провинциальные суды
- Верховный суд.

Верховный суд является высшим звеном системы, который формирует единообразную судебную практику. Он может пересмотреть решение любого нижестоящего суда.
Председатель Верховного суда возглавляет Высший совет магистратуры.